# Chmielew (powiat kozienicki)
Chmielew – wieś sołecka w Polsce położona w województwie mazowieckim, w powiecie kozienickim, w gminie Magnuszew.
| SIMC    | Nazwa          | Rodzaj    |
| ------- | -------------- | --------- |
| 0628678 | Dolny Chmielew | część wsi |
| 0628684 | Górny Chmielew | część wsi |

Wieś szlachecka Chmielewo położona była w drugiej połowie XVI wieku w powiecie wareckim  ziemi czerskiej województwa mazowieckiego. W latach 1975–1998 miejscowość należała administracyjnie do województwa radomskiego.
Wierni kościoła rzymskokatolickiego należą do parafii św. Rocha w Mniszewie.
We wsi znajduje się Szkoła Podstawowa im. Jana Pawła IIoraz Ochotnicza Straż Pożarna.

## Historia
Wieś notowana już w 1445 r., kiedy biskup Andrzej Bniński i kapituła poznańska rozstrzygnęli spór o prawo patronatu parafii Magnuszew min. z rodem Powałów.
- 1827 - 21 domów i 235 mieszkańców.
- 1870 - 21 osad - 173 mieszkańców - 235 mórg włościańskich.

Wieś należała do gminy Rozniszew, parafia Magnuszew (w następnych latach Mniszew).